# No-spel

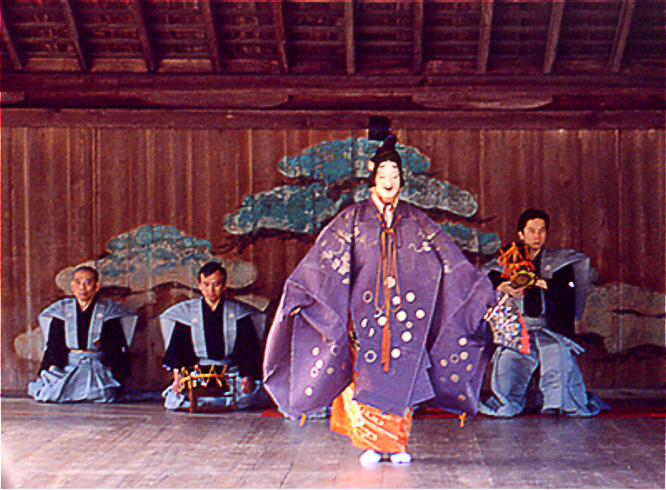
No-speloptreden bij een jinja

Het no-spel, of kortweg no (Japans: nōgaku of nō, 能), is een belangrijke vorm van klassiek Japans muzikaal drama dat sinds de 14e eeuw wordt uitgevoerd. Samen met de nauw verwante kyogen-farce (samen ook wel nogaku-theater) evolueerde het uit diverse populaire en aristocratische kunstvormen, waaronder dengaku, shirabyoshi en gagaku.
Kan'ami en zijn zoon Zeami brachten het no-spel tijdens de Muromachiperiode (1336-1573) tot zijn huidige vorm. Het zou later de basis vormen voor andere dramavormen, zoals kabuki. Tijdens de Meijiperiode (1868-1912) ontvingen no en kyogen officiële erkenning als twee van de drie nationale vormen van drama.
Het nogaku-theater (en het kabuki) staat sinds 2001 vermeld op de Lijst van Meesterwerken van het Orale en Immateriële Erfgoed van de Mensheid.

## Maskers
Er wordt tijdens het no-spel gebruikgemaakt van opvallende maskers.

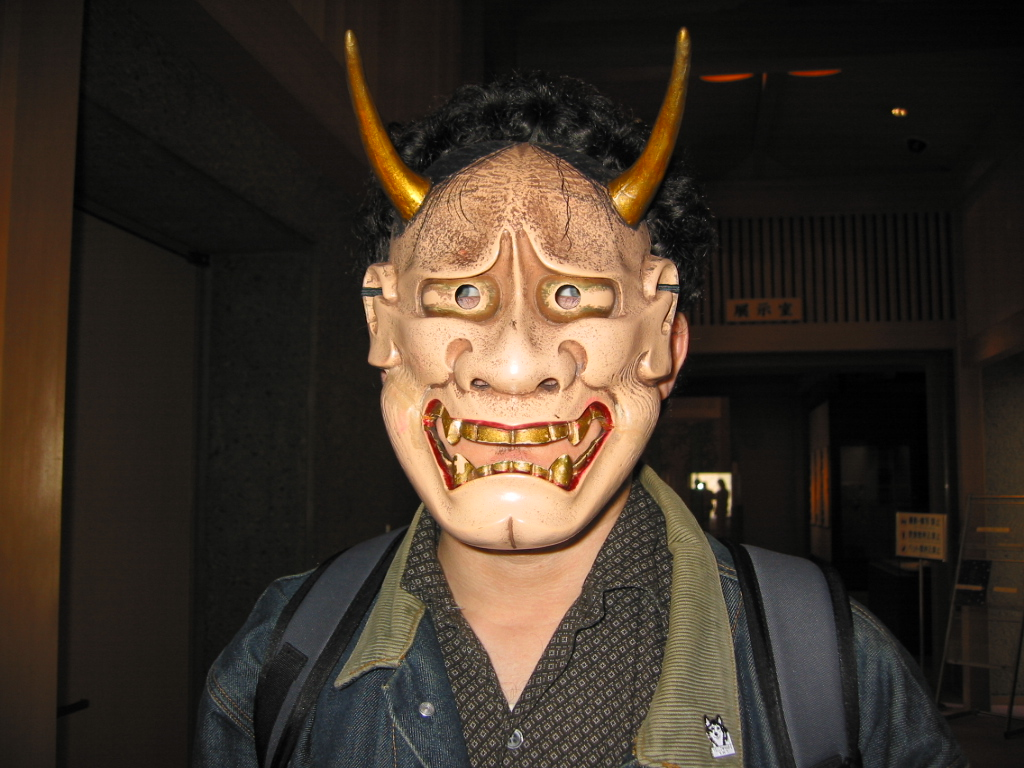
Oni-masker
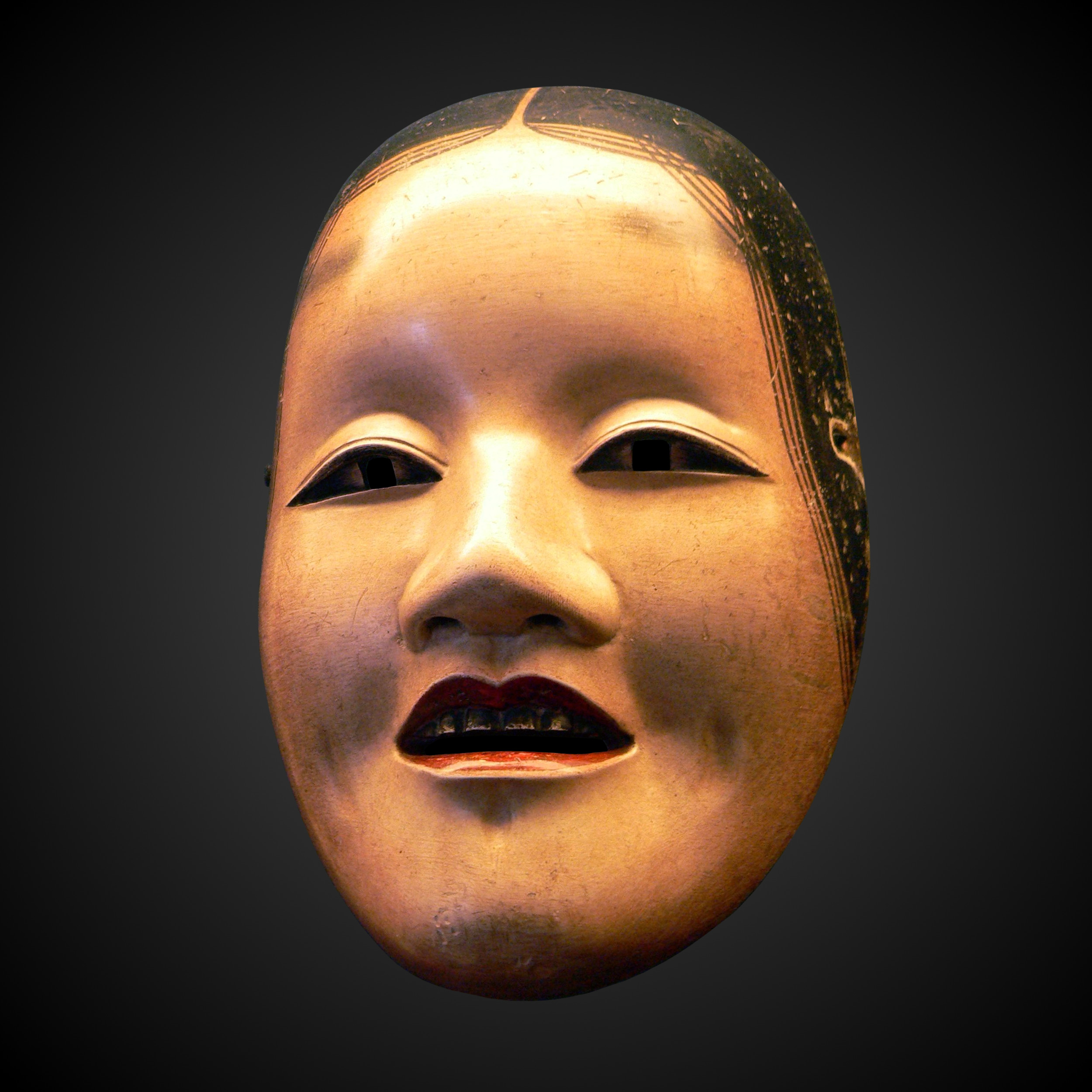
Masker
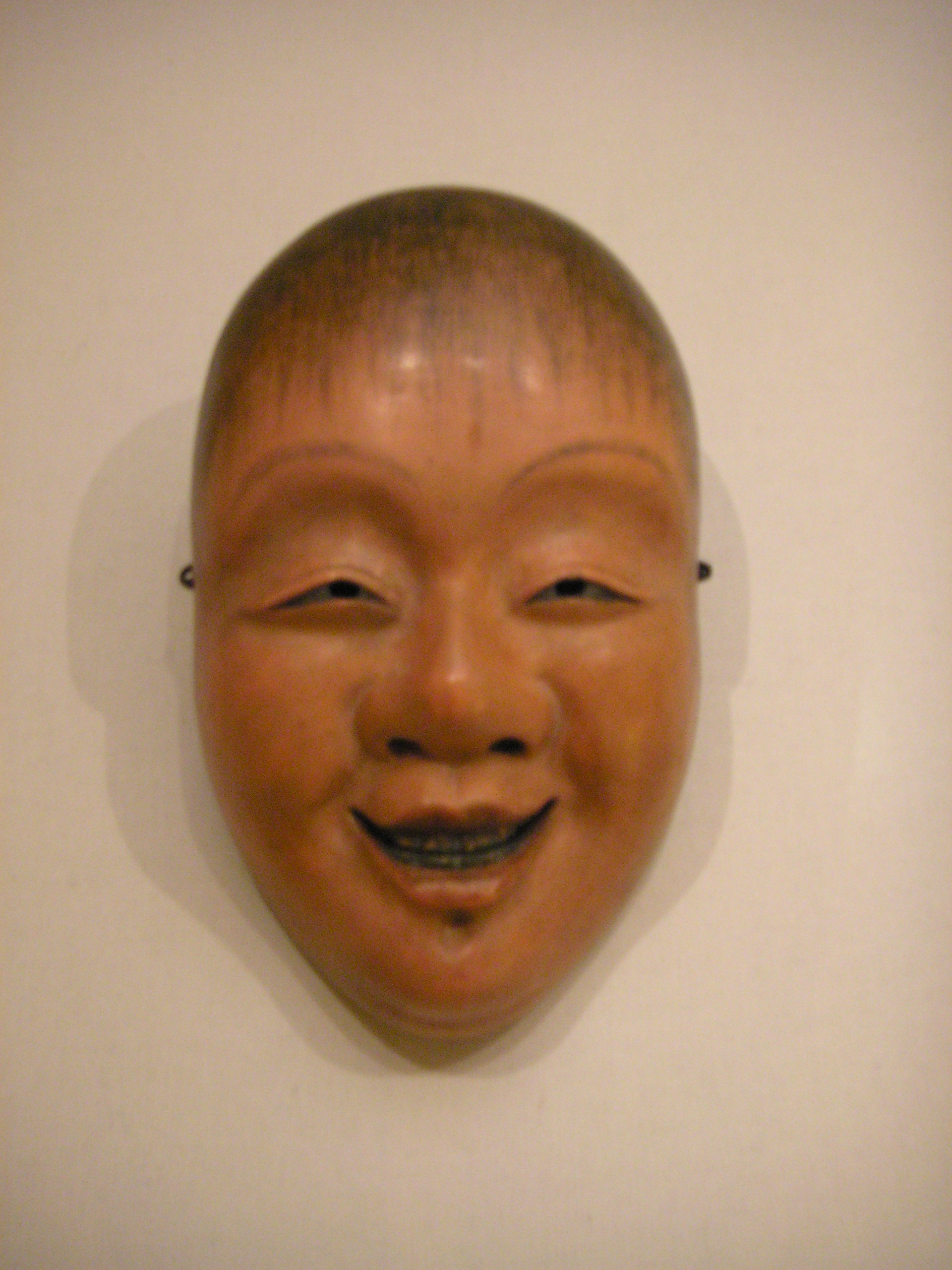
Geest van vergiftiging (shōjō)
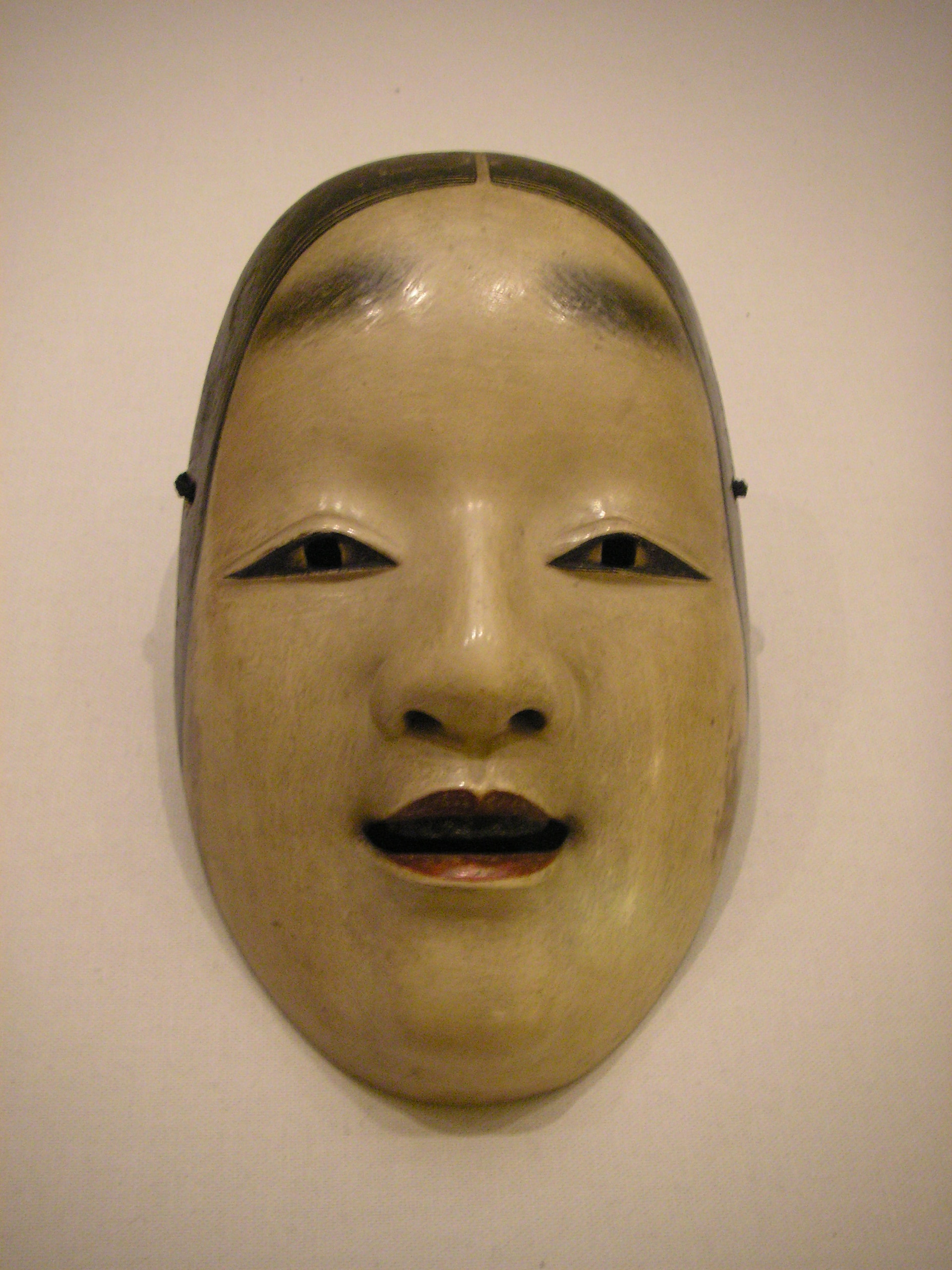
Jonge vrouw (wakai onna)
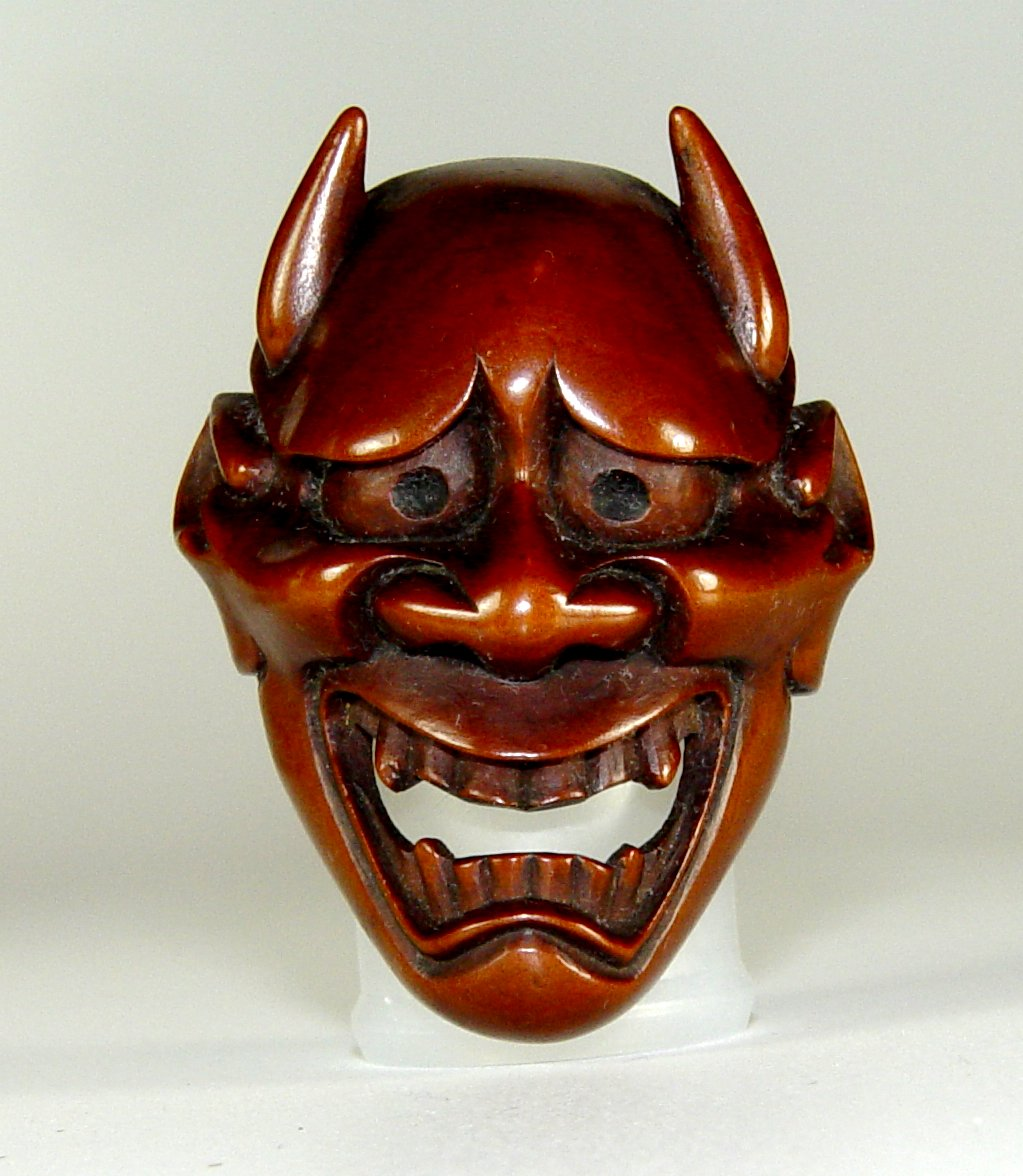
Hannya-masker